# Dick Hall
Richard Frank Hall, meglio conosciuto con il nome Dick (Isola di Portland, 3 luglio 1945), è un allenatore di calcio ed ex calciatore inglese naturalizzato statunitense, di ruolo difensore e centrocampista.

## Carriera

### Calciatore

#### Club
Dick Hall si forma e gioca in patria dal 1962 al 1970 nel Weymouth, ad esclusione di una stagione, la 1967-1968, in forza al Bournemouth, club di terza serie.
Nel 1970 si trasferisce negli Stati Uniti d'America in forza ai texani del Dallas Tornado. Con i Tornado militò sino al 1976, vincendo la North American Soccer League 1971, battendo in finale gli Atlanta Chiefs, giocando tutte e tre le gare.
Hall lasciò il calcio giocato nel 1976.

#### Nazionale
Naturalizzato statunitense, tra il 1973 ed il 1975, ha giocato cinque partite amichevoli con la nazionale a stelle e strisce.

### Allenatore
Lasciato il calcio giocato, dal 1971 al 2001 ha allenato la rappresentativa calcistica del Greenhill School di Addison, Texas. Inoltre ha contemporaneamente allenato il Longhorn di Arlington, sempre in Texas.
Nel 2010 è stato inserito nella Walk of Fame del Toyota Stadium di Frisco.

## Statistiche

### Cronologia presenze e reti in nazionale
| Cronologia completa delle presenze e delle reti in nazionale ― Stati Uniti | Cronologia completa delle presenze e delle reti in nazionale ― Stati Uniti | Cronologia completa delle presenze e delle reti in nazionale ― Stati Uniti | Cronologia completa delle presenze e delle reti in nazionale ― Stati Uniti | Cronologia completa delle presenze e delle reti in nazionale ― Stati Uniti | Cronologia completa delle presenze e delle reti in nazionale ― Stati Uniti | Cronologia completa delle presenze e delle reti in nazionale ― Stati Uniti | Cronologia completa delle presenze e delle reti in nazionale ― Stati Uniti |
| Data                                                                       | Città                                                                      | In casa                                                                    | Risultato                                                                  | Ospiti                                                                     | Competizione                                                               | Reti                                                                       | Note                                                                       |
| -------------------------------------------------------------------------- | -------------------------------------------------------------------------- | -------------------------------------------------------------------------- | -------------------------------------------------------------------------- | -------------------------------------------------------------------------- | -------------------------------------------------------------------------- | -------------------------------------------------------------------------- | -------------------------------------------------------------------------- |
| 16-10-1973                                                                 | Città del Messico                                                          | Messico                                                                    | 2 – 0                                                                      | Stati Uniti                                                                | Amichevole                                                                 | -                                                                          |                                                                            |
| 3-11-1973                                                                  | Port-au-Prince                                                             | Haiti                                                                      | 1 – 0                                                                      | Stati Uniti                                                                | Amichevole                                                                 | -                                                                          |                                                                            |
| 5-11-1973                                                                  | Port-au-Prince                                                             | Haiti                                                                      | 1 – 0                                                                      | Stati Uniti                                                                | Amichevole                                                                 | -                                                                          |                                                                            |
| 19-8-1975                                                                  | Città del Messico                                                          | Stati Uniti                                                                | 1 – 3                                                                      | Costa Rica                                                                 | Amichevole                                                                 | -                                                                          |                                                                            |
| 21-8-1975                                                                  | Città del Messico                                                          | Stati Uniti                                                                | 0 – 6                                                                      | Argentina                                                                  | Amichevole                                                                 | -                                                                          | 24’                                                                        |
| Totale                                                                     |                                                                            | Presenze                                                                   | 5                                                                          |                                                                            | Reti                                                                       | 0                                                                          |                                                                            |

## Palmarès
- Campionato NASL: 1

Dallas Tornado: 1970